# Ceratina moderata
Ceratina moderata är en biart som beskrevs av Peter Cameron 1897.
Ceratina moderata ingår i släktet märgbin och familjen långtungebin. Inga underarter finns listade i Catalogue of Life.